# Kazachstan
Kazachstan (Kazachs: Қазақстан, Qazaqstan; Russisch: Казахстан, Kazachstan), officieel de Republiek Kazachstan, is een land dat grotendeels in Azië ligt. Een klein deel van het land, het grondgebied ten westen van de rivier de Oeral, wordt tot Europa gerekend. Kazachstan grenst aan Rusland, China, Kirgizië, Oezbekistan, Turkmenistan en de Kaspische Zee. Het is het grootste land in Centraal-Azië en is sinds 1991 een zelfstandige staat, nadat het als een van de vijftien socialistische sovjetrepublieken onderdeel was van de Sovjet-Unie. De hoofdstad is Astana, dat tussen 2019 en 2022 Nur-Sultan heette.
Kazachstan is medeoprichter van de Organisatie van Turkse Staten.

## Geschiedenis
De Kazachen waren een islamitisch nomadenvolk van Turkse afkomst, dat zich in de 18e eeuw onderwierp aan het tsaristische Rusland. Na de Russische Revolutie van 1917 werd voor hen in 1920 de Kirgizische Autonome Socialistische Sovjetrepubliek (Kirgizische ASSR) binnen de Russische Federatie opgericht, die in 1925 werd omgedoopt in Kazachse ASSR en waarvan een jaar later de Kirgizische ASSR werd afgesplitst (de huidige republiek Kirgizië). Het grondgebied werd ook in het westen verkleind: de stad Orenburg, tot dan de hoofdstad van deze autonome Sovjetrepubliek, kwam direct onder de Russische Federatie te vallen en Alma-Ata werd de nieuwe hoofdstad. In 1936 werd Kazachstan een volwaardige unierepubliek (SSR) binnen de Sovjet-Unie.
Onder Jozef Stalin werden de nomadische Kazachen gedwongen zich te vestigen. De gedwongen sedentarisering en onderbrenging in kolchozen verdroeg dit nomadenvolk slecht: tussen 1926 en 1939 kwam naar schatting een kwart tot de helft van de 4.000.000 Kazachen om het leven. Van elders in de Sovjet-Unie immigreerden, al dan niet vrijwillig, zoveel niet-Kazachen naar het gebied dat de Kazachen allengs tot een minderheid in eigen land dreigden te worden. Bovendien woonden in het noorden van het land al sinds de 17e en de 18e eeuw veel Russen. Ook toen dit gebied in 1920 bij de Kirgizische ASSR werd gevoegd, woonden er meer Russen dan Kazachen. Dat leidde ertoe dat vooral in het noorden van het land de Kazachen een kleine minderheid vormden.
Tezelfdertijd groeide Kazachstan, vooral vanwege de op zijn grondgebied gelegen Russische lanceerbasis Bajkonoer, in rap tempo uit tot een van de belangrijkste pijlers onder het Russische ruimtevaartprogramma - een positie die het, nu als onafhankelijke buurstaat van Rusland, ook tegenwoordig nog bekleedt, al is Rusland wel bezig met het zoeken naar een geschikte plek op eigen bodem voor de vervanging van Bajkonoer.
Die onafhankelijkheid verkreeg het land in 1991 bij het officieel verlaten van de Sovjet-Unie. In 1997 volgde het noordelijke Aqmola (in de Sovjettijd "Tselinograd" geheten) het excentrisch gelegen Almaty (tot 1994 Alma-Ata) op als hoofdstad van de nieuwe republiek. De stad kreeg ook een nieuwe naam: Astana, wat letterlijk "hoofdstad" betekent in het Kazachs. De regering-Nazarbajev meende zich zodoende beter te kunnen verweren tegen allerlei opkomende separatistische tendensen in het noorden van het land. Bovendien, zo argumenteerde men verder, zou het door hoge bergen omringde Almaty zich slecht lenen voor toekomstige uitbreiding, was het veel te gevoelig voor aardbevingen en viel het iedere winter weer ten prooi aan verstikkende smog.
Vanaf de onafhankelijkheid werd het land decennialang op autoritaire wijze geleid door de communist Noersoeltan Nazarbajev. De verkiezingen voldoen volgens de buitenlandse waarnemers niet aan de internationale standaard en doorgaans wint de regeringspartij Noer Otan bijna alle zetels. In 2009 werd in de grondwet vastgelegd dat ten minste drie partijen in het parlement moeten zitten.
Kazachstan doopte op 20 maart 2019 zijn hoofdstad Astana officieel om tot Nur-Sultan. Het parlement stemde in met de naamswijziging. De nieuwe naam is een verwijzing naar de president Nazarbajev, die diezelfde dag vrijwillig aftrad als president. Hij werd opgevolgd door Kassim-Zjomart Tokajev. De naamswijziging werd in 2022 weer teruggedraaid. 

## Geografie
Kazachstan heeft een totale oppervlakte van 2.724.900 km². Het is het op acht na grootste land ter wereld. De regio ten westen van de Oeral wordt tot Europa gerekend. Deze regio is Europees Kazachstan. Er zijn landgrenzen met China (1533 km), Kirgizië (1051 km), Rusland (6846 km), Turkmenistan (379 km) en Oezbekistan (2203 km).
Grote meren zijn het Balkasjmeer en het Aralmeer, dat op de grens met Oezbekistan ligt. Het hoogste punt van het land ligt in het uiterste oosten van het land, op de grens met Kirgizië, en wordt gevormd door de bergtop Khan Tengri (Khan Tangiri Shyngy), op circa 7000 meter boven zeeniveau. Het laagste punt is Vpadina Kaundy, dat zich bevindt op de Karagiye-laagvlakte en ligt 132 meter onder zeeniveau.

## Belangrijke steden
| Kazachse naam       | Russische naam   | Inwoners  | Census |
| ------------------- | ---------------- | --------- | ------ |
| Almaty              | Alma-Ata         | 1.977.011 | 2021   |
| Astana (Nur-Sultan) | Astana           | 1.136.008 | 2020   |
| Şımkent             | Sjimkent         | 1.200.000 | 2020   |
| Aqtöbe              | Aktobe           | 500.757   | 2020   |
| Qaraghandy          | Karaganda        | 497.777   | 2020   |
| Taraz               | Taraz            | 406.262   | 2009   |
| Pavlodar            | Pavlodar         | 353.930   | 2014   |
| Öskemen             | Oest-Kamenogorsk | 346.127   | 2013   |
| Semey               | Semej            | 299.264   | 2009   |
| Atıraw              | Atyraw           | 290.700   | 2020   |

## Bevolking
Kazachstan telde 14.953.126 inwoners bij de volkstelling van 1999, ruim anderhalf miljoen minder dan de laatste Sovjetvolkstelling van 1989, toen het nog 16.536.511 inwoners telde. Volgens de laatste volkstelling (die begin maart 2009 werd gehouden) bedraagt het totaal aantal geregistreerde mensen in Kazachstan 16,4 miljoen. KazStat raamt de bevolking op 17.439.300 (1/2/2015).
De gemiddelde bevolkingsdichtheid bedraagt dan 6,4 inwoners per vierkante kilometer en is daarmee een van de laagste ter wereld. De dichtstbevolkte gebieden zijn de districten in het uiterste oosten; rond Almaty, Shymkent en Taraz en de steppegebieden in het noorden; de gebieden rond Astana, Petropavl, het noorden van de oblasten Qostanay en Karaganda; de rechteroever van de Irtysj (Ertis).

### Etniciteiten
Kazachstan is een etnisch bont en multicultureel land. Er wonen meer dan 50 nationaliteiten. De belangrijkste bevolkingsgroep zijn de Kazachen, een Turks volk dat 67% van de bevolking vormt. Tot de minderheden behoren andere Turkse volkeren zoals de 475.000 Oezbeken, 246.000 Oeigoeren, 227.000 Wolga-Tataren, en daarnaast kleinere groepen Azerbeidzjanen, Meschetische Turken en Tadzjieken. De Tadzjieken zijn een Iraans volk.
De grootste minderheid vormen de Russen (24%). In de laatste jaren zijn echter vele Russen geremigreerd naar Rusland. De minderheden van Europese herkomst zijn de Oekraïners (2,6%), Kazachstanduitsers (1,4%) en kleine gemeenschappen van Polen en Wit-Russen. In Kazachstan zelf worden Tataren, ondanks hun Turkse taal en het voornamelijk islamitische geloof van de eerstgenoemden, over het algemeen tot Europese minderheden gerekend, omdat ze qua cultuur veel dichter bij de Russen staan dan bij andere Turkse en/of islamitische volkeren. Ook hebben veel Tataren eerder een Noord-Europees uiterlijk dan een Aziatisch of Zuid-Europees.
Tot de belangrijkste volkeren uit de Kaukasus behoren Tsjetsjenen en Ingoesjen. Iraanssprekende minderheden zijn de Koerden (40.000). Volkeren als de Doenganen en Koreanen (Korjo-saram), die de laatste decennia naar Kazachstan zijn gemigreerd vanuit Oost-Azië, vormen slechts een klein deel van de bevolking.
Sommige minderheden werden op bevel van Stalin in en direct na de Tweede Wereldoorlog gedwongen naar Kazachstan gedeporteerd. Velen van hen werden daarbij geïnterneerd in werkkampen als onderdeel van de gedwongen vestigingen in de Sovjet-Unie. De meesten van die mensen keerden echter eind jaren vijftig terug in het kader van de destalinisatie van Nikita Chroesjtsjov.
Na de onafhankelijkheid voert de Kazachse regering een beleid om het Kazachs als primaire officiële taal door te voeren. Daarnaast worden etnische Kazachen officieus bevoordeeld bij het arbeidsbeleid, zo is bijna 90% van de ambtenaren etnisch Kazachs. Mede daarom is het aantal leden van de minderheden afgenomen sinds de onafhankelijkheid, omdat velen besloten om te emigreren. Bij de onafhankelijkheid in 1991 was nog circa 40% van de bevolking etnisch Russisch, in 2018 was hun aandeel geslonken tot ongeveer 20%.

### Talen
De belangrijkste taal in Kazachstan is het Russisch, dat door 83,1% van de bevolking beheerst wordt. De rol van het Kazachs, dat door 56% van de bevolking wordt gesproken, is door de bemoeienis van de regering in de jaren na de onafhankelijkheid sterk toegenomen. Kazachstan kent 9 jaren schoolplicht. Met name in de sovjettijd werd hard gewerkt aan het aanpakken van het analfabetisme, waardoor dit nu op ongeveer 2,5% ligt, ongeveer even hoog als in West-Europese landen.
Kazachs wordt vooral in het zuiden van Kazachstan gesproken en op het platteland. Russisch wordt vooral in het noorden van Kazachstan gesproken, waar de meerderheid van de Russische minderheid leeft. De meeste steden in Kazachstan werden door Russen gesticht, waardoor er nog steeds veel Russen wonen, mede daarom is het Russisch de belangrijkste taal in de meeste steden. Ook met name de middenklasse en bovenklasse van de Kazachen in het noorden van het land spreken nog vaak het Russisch als moedertaal.
De private taalvereniging Qazaq tili ('Kazachse taal') heeft een semiofficiële status omdat deze sinds 1989 bezig is met het bevorderen van de ontwikkeling en doorvoering van de eigen Kazachse taal onder de Kazachen. Aan de bevordering van de Turkse cultuur en taal wordt verder gewerkt door de organisatie Turksoy waar vrijwel alle Turkstalige landen en republieken lid van zijn, haar hoofdkantoor staat in Almaty.
De toenmalige president Nazarbajev wilde dat de Kazachse taal vanaf 2025 het Latijns in plaats van het Cyrillisch schrift gebruikt. In plaats van 42 letters worden dat dan 26 letters.

### Religie
Zeventig procent van de Kazachse bevolking hangt de islam aan, waarvan de meesten het soennisme. Het volk der Kazachen werd in de 18e en 19e eeuw geïslamiseerd. In de Sovjet-Unie werd de islam, net als andere religies, onderdrukt. Talrijke moskeeën en madrassa's werden gesloten of kregen een andere bestemming. Van een algemeen verbod op de islam was echter geen sprake en een aantal Kazachse moskeeën bleef functioneren. Wat madrassa's betreft, was er maar één actief in de hele Sovjet-Unie, in Buchara. Sinds de onafhankelijkheid in 1991 maakt de islam ook in de voormalige Sovjetrepublieken van Centraal-Azië een heropleving door. In 1991 bevonden zich in Kazachstan 170 moskeeën en 230 moslimgemeenschappen. Hierbij krijgt Kazachstan financiële hulp van Turkije, Egypte en Saoedi-Arabië. Wel zijn de ex-nomadische Kazachen en Kirgiezen veel minder religieus dan hun Oezbeekse en Tadzjiekse buren en is de rol van de islam in de Kazachse samenleving niet erg groot. Het dragen van sluiers komt bijvoorbeeld zo goed als niet voor.
Van de bevolking is voorts 26% christen, waarbij het grotendeels om Russisch-orthodoxe christenen gaat. Daarnaast zijn er gemeenschappen van de Armeens-Apostolische Kerk, de Grieks-Orthodoxe Kerk en de Georgisch-Orthodoxe Kerk. De Kazachstanduitsers zijn vooral lutheranen (ELKRK) en deels ook mennonieten en Russisch-orthodoxen. Verder zijn er nog kleine gemeenschappen van baptisten, zevendedagsadventisten en zijn veel Oost-Europeanen in Kazachstan katholieken (zie Katholieke Kerk in Kazachstan). In 1991 werd in Karaganda een katholieke apostolische administratie opgericht. In de Sovjet-tijd was registratie van kerkelijke genootschappen verplicht en werden kerkelijke activiteiten streng gecontroleerd.
In de steden bevinden zich kleine gemeenschappen van joden, Jehova's getuigen en de Kerk van Jezus Christus van de Heiligen der Laatste Dagen (mormonen). In Kazachstan is ook een boeddhistische minderheid.
Kazachstan beschouwt zichzelf als een seculiere staat met vrijwaring van godsdienstige invloed in de overheid en tegelijkertijd een wettelijk vastgelegde godsdienstvrijheid. De officiële godsdienstvrijheid wordt echter met name door westerse mogendheden betwijfeld omdat, net als ten tijde van de Sovjet-Unie, registratie van religieuze gemeenschappen verplicht is en deze gemeenschappen aan restricties worden onderworpen in onder meer hun erediensten en literatuur.

## Politiek

### Staatsinrichting
Kazachstan is een presidentiële republiek, waarin de president over veel macht beschikt: zo mag hij zijn veto uitspreken over door het parlement goedgekeurde wetgeving. Sinds 2019 is Kassim-Zjomart Tokajev de president. Het Kazachse parlement kent een tweekamerstelsel, bestaande uit een Senaat (termijnen van zes jaar en 39 leden, van wie 32 gekozen en 7 benoemd door de president) en een Majilis (termijnen van vijf jaar, 77 leden).
Bestuurlijk is Kazachstan ingedeeld in 14 oblasten (oblıstar) en 3 steden (qalalar). De oblasten worden verder ingedeeld in districten.

### Buitenlandse betrekkingen
Kazachstan wordt gezien als een regionale grote mogendheid. Sinds de onafhankelijkheid probeert Nazarbajev Kazachstan de dominante mogendheid te doen worden, waarbij hij om heersende invloed wedijverde met president Karimov van Oezbekistan (dat meer inwoners heeft, maar economisch gezien veel zwakker staat). Waar Karimov en de buurlanden Tadzjikistan en Kirgizië voorstanders zijn van de oprichting van een soort Centraal-Aziatische unie, is Nazarbajev hiervan een duidelijk tegenstander. Kazachstan heeft wel de banden met Rusland versterkt en is lid van onder meer de Shanghai-samenwerkingsorganisatie. Zelf speelt het ook een prominente rol in een eigen initiatief voor de ontwikkeling en integratie van de Aziatische landen, de Conference on Interaction and Confidence Building Measures in Asia (CICA). De 26 lidstaten hiervan zijn Afghanistan, Azerbeidzjan, Bahrein, Bangladesh, Cambodja, China, Egypte, India, Iran, Irak, Israël, Jordanië, Kazachstan zelf, Kirgizië, Mongolië, Pakistan, Palestina, Qatar, Zuid-Korea, Rusland, Tadzjikistan, Thailand, Turkije, de Verenigde Arabische Emiraten, Oezbekistan en Vietnam.
Waarnemende staten bij deze organisatie zijn de Filipijnen, Indonesië, Japan, Maleisië, Sri Lanka, Oekraïne, de Verenigde Staten en Wit-Rusland, alsook enkele internationale organisaties, waaronder de Verenigde Naties, de OVSE, de Arabische Liga en de Parliamentiare Assemblee van Turkstalige Landen (TURKPA).
Omdat Kazachstan veel welvarender is dan de andere Centraal-Aziatische staten, zijn er zeer veel gastarbeiders uit Oezbekistan, Kirgizië en Tadzjikistan werkzaam in het land.

## Economie
Direct na het uiteenvallen van de Sovjet-Unie kampte het land met een sterke daling van de economische activiteiten. Vanaf 2000 tot en met 2007 beleefde het land een hoge reële groei van het bruto binnenlands product (bbp) van gemiddeld zo'n 10%. Kazachstan werd ook getroffen door de wereldwijde recessie van 2007-2009, maar toch bleef de economie in de jaren daarna met gemiddeld 6% groeien. Het is het meest welvarende land in Centraal-Azië, al nam de groei belangrijk af toen de olieprijs vanaf begin 2015 sterk begon te dalen.
| Jaar | BBP (×US$ miljard) | BBP per hoofd (×US$) | Olieproductie (×1000 vpd) | Gasproductie (×miljarden m³) |
| ---- | ------------------ | -------------------- | ------------------------- | ---------------------------- |
| 1985 | -                  | -                    | 485                       | 3,9                          |
| 1990 | -                  | -                    | 571                       | 5,0                          |
| 1995 | 16,6               | 1059                 | 450                       | 4,2                          |
| 2000 | 18,3               | 1230                 | 740                       | 8,2                          |
| 2005 | 57,1               | 3753                 | 1294                      | 19,2                         |
| 2010 | 148,0              | 9005                 | 1676                      | 27,8                         |
| 2015 | 184,4              | 10.435               | 1695                      | 31,9                         |
| 2020 | 171,2              | 9071                 | 1811                      | 31,7                         |

In 2013 bereikte het bbp een piek van ongeveer US$ 230 miljard; per hoofd van de bevolking was dit ongeveer US$ 13.500. De economische groei wordt echter in zeer sterke mate aangedreven door de olieprijsontwikkeling, de stijgende productie van aardolie en aardgas en de grote toestroom van buitenlandse investeringen in de olie- en gassector. Het aandeel van olie en olieproducten in de totale export van goederen is meer dan 50%. Verder is het land een grote producent van uranium voor kernenergiecentrales. Grote investeringen in andere sectoren zijn nodig om het land minder afhankelijk te maken van de internationale olieprijs. De werkloosheid is laag en schommelde tussen de 5% en 6% in de periode 2010 tot 2016.
De reserves aan brandstoffen zijn groot. Kazachstan had per eind 2020 voldoende reserves om de olieproductie van dat jaar nog voor 45 jaar te continueren en voor gas lag dit zelfs op 71 jaar. Het grootste olieveld van het land is het Tengizveld, dat wordt beheerd door een consortium waarin het Amerikaanse Chevron Corporation een aandelenbelang heeft van 50%. De belangrijkste exportpijplijn van het land is 1500 kilometer lang en staat onder beheer van het Kaspisch Pijpleidingenconsortium. In 2015 vervoerde de pijplijn zo’n 43 miljoen ton aardolie naar de Russische zeehaven Novorossiejsk.
Per 1 januari 2015 is Kazachstan lid van de Euraziatische Economische Unie (EEU) met Rusland, Armenië, Wit-Rusland en Kirgizië. Daardoor wordt toegang voor producten en diensten vanuit Kazachstan tot de Russische markt aanzienlijk gestimuleerd.

### Energievoorziening
In 2014 produceerde Kazachstan 166 miljoen ton olie-equivalent (Mtoe). De energiebronnen waren kolen, olie en gas. Dat was ruim genoeg voor de energievoorziening, het TPES (total primary energy supply): 77 Mtoe. Het land exporteerde 89 Mtoe fossiele brandstof meer dan het importeerde. Van de energie ging ongeveer 40 Mtoe verloren bij conversie in de energie industrie. Voor eindgebruikers resteerde 36 Mtoe waarvan 6 Mtoe = 68 TWh elektriciteit. De uitstoot van kooldioxide was 224 megaton, dat is 13 ton per persoon, veel meer dan het wereldgemiddelde 4,5 ton per persoon.

### Bitcoin
Door de relatief goedkope elektriciteit en gunstige wetgeving was Kazachstan in augustus 2021 het op een na belangrijkste Bitcoinland ter wereld, na de Verenigde Staten. Door het verhogen van de belastingtarieven op energie voor grootverbruikers nam het aantal bitcoinminers in 2022 en 2023 echter weer af.

## Defensie
Kazachstan heeft de beschikking over een klein leger van zo’n 40.000 militairen. Het cijfer is met onzekerheid omgeven want het SIPRI komt op bijna het dubbele aantal van 70.000 man. Er geldt een dienstplicht voor 18- tot 27-jarige mannen en de duur is een jaar. Veel materieel stamt uit de Sovjet-tijd en Rusland blijft de belangrijkste leverancier van militair materieel. De uitgaven voor de defensie bedragen ongeveer 1% van het bruto binnenlands product.
In januari 2022 werd duidelijk dat het leger niet opgewassen was de binnenlandse rellen, als gevolg van een verhoging van de energieprijs, te onderdrukken. Op 6 januari 2022 besloot de CSTO militairen te sturen naar het land op uitnodiging van president Tokayev. Na deze ervaring is de aandacht voor het leger toegenomen. Kazachstan houdt zich afzijdig ten aanzien van de Russische oorlog in Oekraïne, tot ongenoegen van Rusland. Het land heeft het defensiebudget met 50% verhoogd.

## Cultuur

### Keuken
Omdat de Kazachen van oorsprong nomaden waren nemen vleesgerechten een belangrijke plaats in binnen de nationale keuken. Het vlees kan op verschillende wijzen worden opgediend. Dat gaat vaak gepaard met op traditionele wijze gebakken brood. Daarbij wordt vaak thee gedronken met voor het land kenmerkende zuivelproducten als ayran, koemis en shoebat ("gefermenteerde kamelenmelk"). Een traditionele maaltijd bevat vaak verschillende voorgerechten, gevolgd door soep en/of een of meerdere hoofdmaaltijden, zoals pilav of besjbarmak.

### Sport
Kazachstan debuteerde in 1994 op de Olympische Winterspelen en heeft sindsdien 59 olympische medailles gewonnen, waaronder 17 gouden. De meeste van die medailles werden gewonnen in het boksen (17), worstelen (14) en gewichtheffen (10). Almaty en het toenmalige Astana waren gastheer voor de Aziatische Winterspelen in 2011. Almaty was ook kandidaat voor de organisatie van de Olympische Winterspelen in 2014 en 2022.
Qua aantal beoefenaars is voetbal de populairste sport. In het wielrennen is het XDS Astana Team sinds 2004 een van de belangrijkere ploegen. Het team wordt gesponsord door een aantal Kazachse ondernemers. De bekendste Kazachse renner in de geschiedenis van de ploeg was Aleksandr Vinokoerov.

## Zie ook

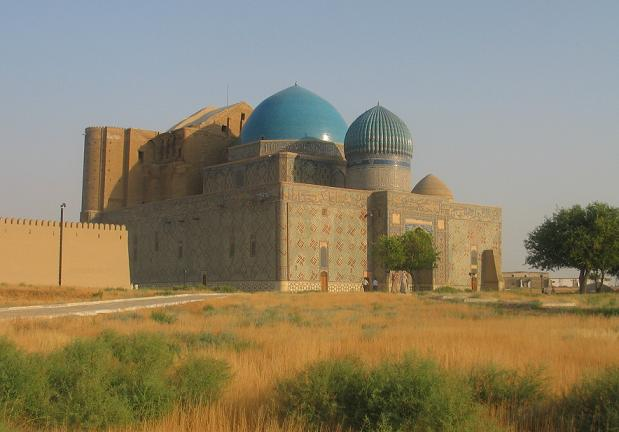
Mausoleum van Hodja Ahmed Yasavi op de Werelderfgoedlijst